# اردوکشی نادرشاه به بین‌النهرین
اردوکشی نادرشاه به میان‌رودان در ۱۷۳۲–۱۷۳۳ میلادی یک عملیات نظامی به رهبری نادر در آخرین سال‌های حکومت صفوی بود. پس از اردوکشی ناموفق شاه تهماسپ دوم به غرب ایران و شکست در برابر عثمانیان، نادر وی را از پادشاهی ایران خلع کرد و پسر خردسالش، عباس سوم را بر تخت نشاند. با شکست شاه تهامسپ در نبرد با عثمانی، نفوذ قسطنطنیه در قفقاز افزایش یافته بود و نادر حالا برای تضعیف آنان، تصمیم به لشکرکشی به عراق گرفت و بدین گونه جنگ میان ایران و عثمانی در منطقه بین النهرین از سر گرفته شد.
نادر با وجود پیروزی‌هایی که در نبردهای خود در جریان این اردوکشی داشت، به خصوص در نبرد آق‌دربند که ارتش عثمانی را به کل از بین برد، اما نتوانست به یک پیروزی نهایی در جنگ دست پیدا کند. گرچه ورود به بغداد ناتمام ماند، اما تلاش‌های ایران برای فتح شهر در سال‌های بعد و تا پایان دوران نادر ادامه پیدا کرد. اردوکشی نادر به قفقاز که دو سال پس از این اتفاق روی داد، در نهایت با پیروزی نهایی ایران در این جنگ و بیرون راندن عثمانیان از تمامی سرزمین‌های ایرانِ صفوی انجامید. با این حال نادر به دلیل قیام فزاینده ای در جنوب فارس که نیاز به توجه فوری وی داشت، نتوانست فتح چشمگیر خود را دنبال کند؛ بنابراین، بغداد باز هم از افتادن به دست فارسی نجات یافت. این مبارزات انتخاباتی در مورد سرنوشت جنگ تصمیم نگرفت، اما صحنه ای برای مبارزات نادر برای قفقاز در سال ۱۷۳۵ تعیین کرد که در آن با شکست تکان دهنده عثمانی‌ها در باغاوارد، استانبول به زانو درآمد.

## شرح نبردها
او ابتدا در ژانویهٔ ۱۷۳۳ م بغداد را محاصره کرد. نادر تصمیم داشت تا با محاصرهٔ بغداد، عثمانی‌ها را از شهر بیرون کشد یا سختیِ محاصره، آنان را به تسلیم وادارد. احمدپاشا کوشید تا مانع عبورِ نیروهای ایرانی از دِجله شود و محاصرهٔ نادر تکمیل نشود؛ بنابراین توپخانه را در ساحل غربیِ دجله تقویت کرد. نادر تصمیم گرفت از این مانع عبور کند و برای آن با استفاده از تنه‌های نَخل و مَشک‌های پرشده از باد، پُلی درست کرد. در ۲ رمضان ۱۱۴۵ ه‍.ق/۱۵ فوریهٔ ۱۷۳۳ م، نادر با ۲۵۰۰ پیشقراول از پل گذشت و به سوی جنوب حرکت کرد. پل چندان استقامت نداشت و پس از گذشتِ ۱۵۰۰ تن دیگر از پیشقراولان، از هم پاشید. احمدپاشا با شنیدن خبرِ از بین رفتن پل، نیرویی قوی شامل سواره و توپخانه و پیادهٔ یِنی‌چِری به مقابلهٔ نادر فرستاد. نادر به نیروهای عثمانی حمله کرد و با رسیدن ۱۵۰۰ تنِ دیگری که پس از او از پل گذشته بودند، بر شدتِ حملات افزود. نیروهای عثمانی توپخانه را رها و عقب‌نشینی کردند. اکنون محاصرهٔ بغداد تنگ‌تر، و ۲۷۰۰ برج در اطراف بغداد برپا شد. نیروهای نادر شامل ۸۰٬۰۰۰ سوار و ۲۰٬۰۰۰ پیاده بودند اما توپِ سنگینِ کافی نداشتند تا دیوار بغداد را بکوبند. ازاین‌رو نادر تصمیم گرفت تا با ادامهٔ محاصره، ساکنانِ بغداد از گرسنگی تسلیم شوند. سپاهیان نادر شهرهای سامَرّا، نَجَف، کربلا، حِلّه و دیگر شهرهای اطراف را تصرف کردند و تعدادی نیز به بَصره رفتند تا به قبایلِ شورشیِ عرب در برابر عثمانی‌ها یاری رسانند. نوروز در شمالِ بغداد گذشت و هم‌زمان قحطی در بغداد بروز کرد. احمد پاشا به‌مدت کوتاهی تحتِ محاصره قرار گرفت. او در پایان ماهِ محرم ۱۱۴۶ ه‍.ق/۱۳ ژوئیهٔ ۱۷۳۳ م، برای مذاکره اقدام کرد و قرار گذاشت درصورت نرسیدنِ نیروهای عثمانی تا چهار هفتهٔ بعد، بغداد را تسلیم کند. اما چند روز پس از آن خبر نزدیک شدن توپال عثمان پاشا با ۸۰٬۰۰۰ سرباز و ۶۰ قبضه توپ رسید. نادر پیکی با پیامی تند نزد او فرستاد اما او پیک را زندانی کرد و پاسخ نادر را هم نداد. احمدپاشا قبل از اینکه نیروهای عثمانی تحت فرماندهیِ توپال عثمان پاشا به شهر نزدیک شوند، پیروز شد. نادر ۱۲۰۰۰ سرباز را به فرماندهی محمدخان بلوچ بر محاصرهٔ بغداد باقی گذاشت و با دیگر نیروهای خویش به مقابله با توپال عثمان رفت. در ۷ صفر ۱۱۴۶ ه‍.ق/۱۹ ژوئیهٔ ۱۷۳۳ م، نبرد آغاز شد و سرانجام پس از ساعت‌ها جنگیدن، سپاهیانِ نادر شکست خوردند و عقب نشستند. نادر در این نبرد ۳۰٬۰۰۰ تن از نیروهایش را از دست داد. عثمانی‌ها نیز ۲۰٬۰۰۰ نیرو از دست دادند. پس از رسیدن خبرِ شکستِ نیروهای نادر به احمدپاشا، وی به نیروهای ایرانی محاصره‌کنندهٔ بغداد حمله بُرد. تعدادی همراه با محمدخان بلوچ گریختند اما بیشترشان کشته یا اسیر شدند. نادر در رجب ۱۱۴۶ ه‍.ق/دسامبر ۱۷۳۳ م با احمد پاشا پیمانِ جدیدی را امضا کرد.

### ادامهٔ جنگ با عثمانی و شکست آن
پس از شکست در محاصرهٔ بغداد، نادر از بُهرِز به‌سوی ایران حرکت کرد. او دستورِ بازسازیِ سپاه را داد. میانهٔ تابستان ۱۱۴۶ ه‍.ق/۱۷۳۳ م، وارد همدان شد و در اواخرِ همان تابستان، سپاه بار دیگر بازسازی شد. از سوی دیگر، توپال عثمان هیچ‌یک از نیروهای کمکی و تدارکاتی را که از استانبول درخواست شده‌بود، دریافت نکرد. در ۲۲ ربیع‌الثانی ۱۱۴۶ ه‍.ق/۲ اکتبر ۱۷۳۳ م نادر بار دیگر به‌سوی کرکوک حرکت کرد. هم‌زمان با گذشتن از مرزهای عثمانی، خبر شورشِ محمدخان بلوچ بدو رسید که با طایفهٔ عربِ شیخ احمد مدنی علیه نادر متحد شده بود. با این اتحاد، بخش اعظمِ سواحل خلیج فارس از شمال آن تا جزیرهٔ کیش به آشوب کشیده شد. بااین‌حال نادر به پیشروی‌اش در خاکِ عثمانی ادامه داد. ۱۵ جمادی‌الاول ۱۱۴۶ ه‍.ق/۲۴ اکتبر ۱۷۳۳ م، دو سپاهِ ایران و عثمانی در لیلان در جنوب کرکوک درگیری کوچکی داشتند. این درگیری نتیجه‌ای نداشت و عثمانی‌ها به کرکوک عقب‌نشینی کردند. نادر برای بیرون کشیدنِ توپال عثمان از کرکوک، قلعهٔ سورداش در شمال شرقِ کرکوک را تصرف کرد. او سپاه عثمانی را به گذرگاهِ آق‌دربند، در شمالِ کرکوک کشاند. پس از آن ۱۲۰۰۰ نیروی عثمانی از درهٔ آق‌دربند گذشتند و به‌سوی سپاهِ ایران حرکت کردند. نادر با مستحکم کردنِ موضعِ خود، سربازانش را برای حمله آماده کرد. کمی بعد توپال عثمان وارد شد و نیروهای عثمانی نزدیک به ۱۰۰٬۰۰۰ نفر رسید. پس از چند ساعت نبردِ سنگین، توپال عثمان کشته شد و سربازان عثمانی فرار کردند. در این نبرد تلفاتِ عثمانی‌ها به حدود ۲۰٬۰۰۰ کشته و اسیر رسید. پس از پایان نبرد، نادر مجدداً شهرک‌های اطرافِ بغداد را اشغال کرد و سپس برای راندن عثمانی‌ها از تبریز، به‌سوی شمال حرکت کرد؛ اما پیش از رسیدن به تبریز، عثمانی‌ها عقب نشستند. احمدپاشا از بغداد پیامی برای مذاکره فرستاد. ۱۲ رجب ۱۱۴۶ ه‍.ق/۱۹ دسامبر ۱۷۳۳ م، میان نادر و احمدپاشا عهدنامه‌ای بسته شد مبنی بر خروج عثمانی‌ها از همهٔ سرزمین‌های اشغالیِ پیش از سال ۱۷۲۲ م و مبادلهٔ اسیران و توپ‌های تصاحب‌شدهٔ هر دو طرف و نیز رفتارِ شایسته با زائران ایرانیِ اماکنِ مذهبیِ عراق. از سوی احمدپاشا دستور تخلیهٔ شهرهای گنجه، تِفلیس، ایروان و شیروان به حاکمان‌شان داده شد، اما دربارِ عثمانی در استانبول آن را ملغی، و فرماندهِ کل نیروهای تازه به‌نام عبدالله کوپرولو را همراه با نیروهای کمکی به دیارِ بَکر اعزام کرد. نادر پیش از ترکِ عراق، در نجف و کربلا به زیارت رفت و سپس سریعاً سوی جنوب شرق ایران حرکت کرد.